# Schambeinfuge

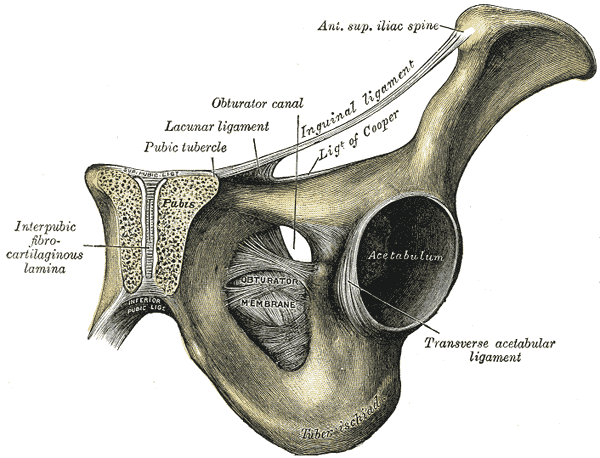
Menschliche Beckenhälfte von der Seite. Die Schambeinfuge ist angeschnitten und befindet sich links im Bild.

Die Schambeinfuge (Symphysis pubica) ist die Stelle, an der die rechte und linke Beckenhälfte, genauer die Schambeine (Ossa pubis) beider Seiten, vorne verbunden sind. Zwei Bandzüge (Lig. pubicum superius und Lig. pubicum inferius) unterstützen die Symphysis pubica in ihrer Stabilität. Bei den vierfüßigen Säugetieren bildet die Schambeinfuge nur einen Teil der Verbindung der beiden Beckenhälften. Hier ist auch das Sitzbein in Form einer Symphysis ischiadica beteiligt. Beide Anteile zusammen werden als Beckensymphyse (Symphysis pelvina) bezeichnet. Die beiden Beckenhälften sind bei allen Säugetieren mit Faserknorpel (Symphyse) verbunden. Am Schambein setzt beidseits der gerade Bauchmuskel (Musculus rectus abdominis) an.

## Anatomie
Die Gelenkflächen der Schambeine sind beim Menschen oval, etwa 3 × 1 cm groß und leicht konvex. Sie sind von einem 1 bis 3 mm dicken hyalinen Knorpel überzogen. Die darunter liegende Knochenoberfläche ist bei jungen Menschen unregelmäßig und wird mit etwa 30 Jahren geradliniger und ist ab etwa 60 Jahren durch degenerative Veränderungen gekennzeichnet.
Maßgeblich wird die Schambeinfuge durch eine Faserknorpelscheibe stabilisiert, die als Discus interpubicus bezeichnet wird und beide Schambeine verbindet. Darüber hinaus wird die Schambeinfuge durch vier Bänder stabilisiert:
- Das Ligamentum pubicum superius verläuft vom oberen Rand der Fuge zur Schambeinleiste (Crista pubica) und strahlt in den Discus interpubicus ein.
- Das Ligamentum pubicum inferius (auch Lig. arcuatum) spannt sich bogenförmig zwischen den unteren Schambeinästen aus und strahlen in den Discus interpubicus und das Ligamentum pubicum posterius ein. Es hat eine Höhe von 12 bis 12 mm und hat beim Mann eine Breite von 25, bei der Frau von 35 mm.
- Das Ligamentum pubicum anterius (kein NA-Terminus) verbindet die Schambeine vorn. Das kräftige, etwa 5–12 mm dicke Band trägt maßgeblich zur Stabilität der Schambeinfuge bei. Die tiefen Fasern können in den Discus interpubicus einstrahlen, die oberflächlichen verbinden sich mit dan Ansätzen des Musculus rectus abdominis, des Musculus obliquus internus abdominis und externus, nach einigen Autoren auch mit den Ursprüngen der Adduktoren.
- Das Ligamentum pubicum posterius (kein NA-Terminus) besteht aus dünnen Fasern auf der Hinterseite der Schambeinfuge.

## Klinische Bedeutung
Der Discus interpubicus schafft eine flexible Verbindung beider Schambeine, die sowohl Druck- als auch Zugkräfte abpuffert. Das ist bei Geburten sehr wichtig. Hormonell gesteuert wird während der Schwangerschaft diese Faserknorpelverbindung flexibler. Bei schätzungsweise einer von 600 Schwangeren ist diese Lockerung zu stark und es kommt zu einer sogenannten Symphysenlockerung, die sehr schmerzhaft ist. Während der Entbindung kann die Symphyse überdehnt werden (Symphysendehiszenz) oder gar reißen (Symphysenruptur, Symphysensprengung), was ebenfalls zu starken Schmerzen führt. In der konservativen Therapie haben sich das Training der beckenstabilisierenden Muskulatur, Wassergymnastik und das Anlegen eines Trochantergurts bewährt. Eine operative Versteifung ist nur in seltenen Fällen notwendig.
Beschwerden kann auch eine Reizung der Symphyse (Ostitis pubis), etwa durch eine Überbeanspruchung, z. B. bei Sportlern, bereiten.